# Janina Mortkowiczowa
Janina Mortkowicz, wł. Żaneta Mortkowicz z domu Horwitz (ur. 20 października 1875 w Warszawie, zm. 27 grudnia 1960 w Krakowie) – polska pisarka i tłumaczka utworów dla dzieci i młodzieży. 

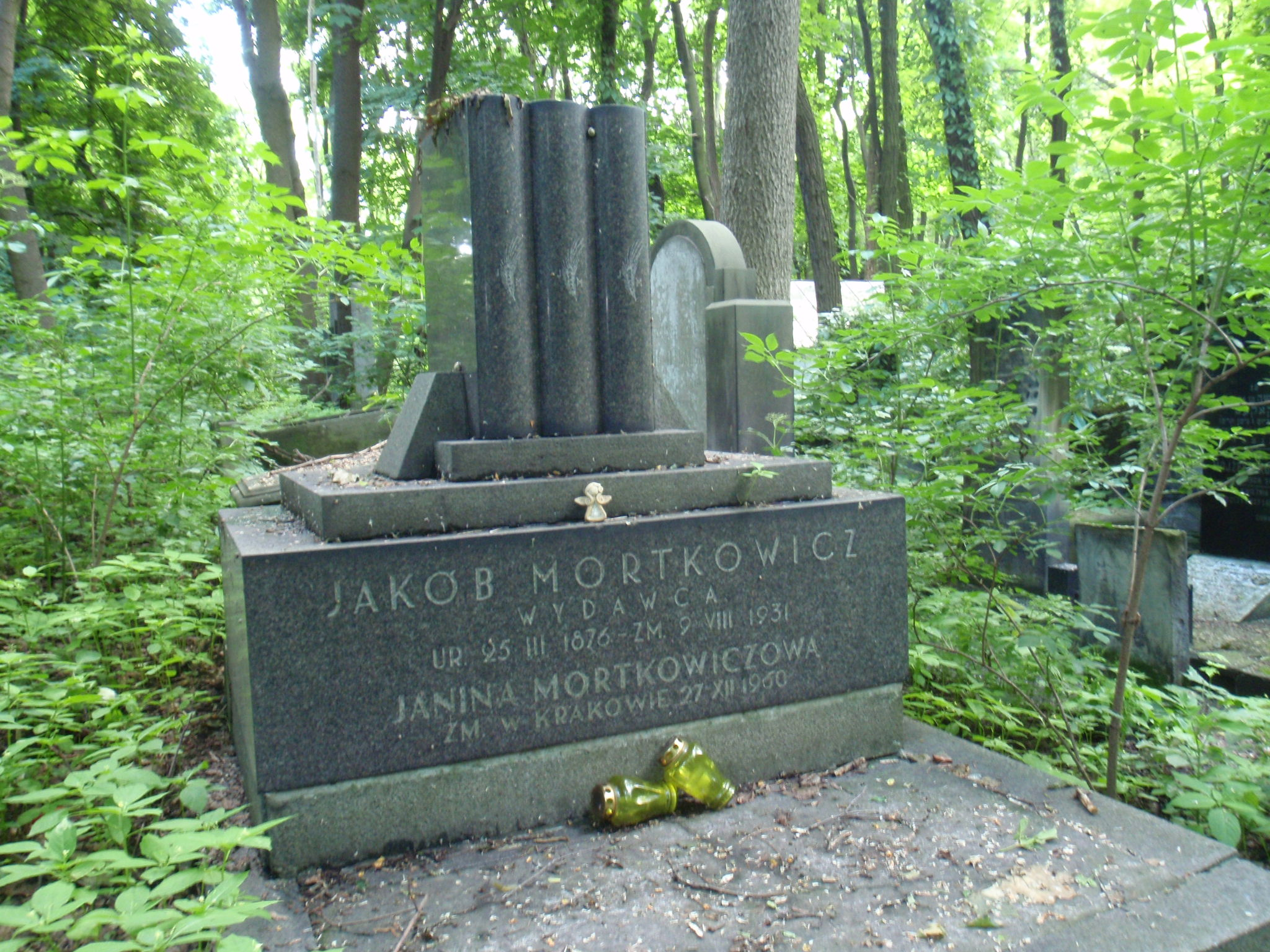
Nagrobek Jakuba Mortkowicza, gdzie symbolicznie upamiętniono Janinę Mortkiewiczową

## Życiorys
Naukę rozpoczęła na żeńskiej pensji Izabeli Smolikowskiej, jednak przeniosła się na pensję Leokadii i Bronisławy Kosmowskich. Po jej ukończeniu brała udział w kursie wychowania przedszkolnego oraz studiowała psychologię na Uniwersytecie Latającym. Debiutowała jako pisarka opowiadaniami dla dzieci wydrukowanymi w 1892 w „Wieczorach Rodzinnych”. Działała w tajnym Kole Kobiet oraz Kole Pedagogicznym.
W 1919 przetłumaczyła na język polski powieść Chłopcy z Placu Broni, zmieniając jej tytuł, który w dosłownym tłumaczeniu brzmi Chłopcy z ulicy Pawła. Była autorką wielu tłumaczeń, m.in. powieści Cudowna podróż Selmy Lagerlöf, Nad dalekim cichym fiordem Agot Gjems-Selmer oraz serii o Doktorze Dolittle. Napisała książkę O wychowaniu estetycznem (Warszawa, 1903). Pisała też własne opowiadania dla dzieci oraz teksty publicystyczne, które ukazywały się w prasie.
Po samobójczej śmierci męża (9 sierpnia 1931) prowadziła jego przedsiębiorstwo księgarskie. Po wybuchu II wojny światowej przekazała wszystkie akcje spółki Annie Żeromskiej, wdowie po Stefanie Żeromskim, i Henrykowi Nikodemskiemu. Przez całą wojnę wraz z córką Hanną Olczak ukrywała się po aryjskiej stronie. W czasie powstania warszawskiego księgarnia i wydawnictwo uległy całkowitemu zniszczeniu. W 1945 przedsiębiorstwo zostało reaktywowane w Krakowie. Mortkowicz prowadziła je w utrudnionych warunkach wraz z córką do 1950. Po wojnie udało im się odnaleźć wnuczkę Mortkowicz, która została uratowana m.in. przez siostry niepokalanki. W tym okresie Janina Mortkowicz kierowała krakowskim oddziałem wydawnictwa Książka.
Została pochowana na cmentarzu Rakowickim w Krakowie (kwatera FD-7-10). Jest symbolicznie upamiętniona na grobie męża na cmentarzu żydowskim przy ulicy Okopowej w Warszawie (kwatera 31, uliczka 7).

## Życie prywatne
Urodziła się w Warszawie w rodzinie żydowskiej jako wnuczka naczelnego rabina Wiednia Lazara Horwitza (ur. 14 stycznia 1804, zm. 11 czerwca 1868). Była córką Gustawa Horwitza (1844–1882) i Julii Horwitz z domu Kleinmann (1845–1912), a jej rodzeństwem byli Maksymilian Horwitz i Kamilla Kancewicz.
1 września 1900 wyszła za mąż za wydawcę i księgarza Jakuba Mortkowicza, któremu pomagała w prowadzeniu wydawnictwa, kierowała m.in. działem literatury dla dzieci i młodzieży. Jej wnuczka Joanna Olczak-Ronikier jest pisarką i scenarzystką, a prawnuczka Katarzyna Zimmerer dziennikarką i pisarką.

## Odznaczenia
- Srebrny Wawrzyn Akademicki (5 listopada 1935)[7]